# Lutzingen
Lutzingen è un comune tedesco di 963 abitanti, situato nel land della Baviera.